# 미스터리프랜즈스튜디오
미스터리프랜즈스튜디오(영어: Mystery Friends studio)는 대한민국의 웹 시리즈 제작사이며 연예기획사이다. 유튜브에서 채널 "미니시리즈 ON"을 운영하고 있다

## 현재 소속 연예인
- 서영은
- 키스엔
- 주설옥
- 정훈

## 제작사 드라마

### 웹드라마
- 오빠가 대신 연애해줄게
- 연애시발.(점)

## 디스코그래피
- "Timing" - 이세진 (2020, 오빠가 대신 연애 해줄게 OST vol.1)
- "One Love" - 라라 (DreamNote), 미소 (DreamNote), 보니 (2020, 오빠가 대신 연애 해줄게 OST vol.2)
- "그녀를 찾아 주세요" - 김효빈 (2020, 오빠가 대신 연애 해줄게 OST vol.3)
- "잘살고 있다고 생각은 마" - 김효빈 (2020, 오빠가 대신 연애 해줄게 OST vol.4)
- "그냥 욕해" - 정인 (2021, 연애시발.(점) OST Part.1)
- "동화 속 이야기" - Kei (러블리즈) (2021, 연애시발.(점) OST Part.2)
- "Sunshiny Day" - 서영은 (2021, 연애시발.(점) OST Part.3)
- "All For You" - 김효빈 (2021, 연애시발.(점) OST Part.4)
- "커플" - 오하영 (에이핑크) (2021, 연애시발.(점) OST Part.5)
- "사랑을 해서" - 강인수 (2021, 연애시발.(점) OST Part.6)